# Bibbiano
Bibbiano (emilián nyelven Bibiân, bibbianói nyelvjárásban Bibiēn) település Olaszországban, Emilia-Romagna régióban, Reggio Emilia megyében. Lakosainak száma 10 140 fő (2023. január 1.). Bibbiano Cavriago, Montecchio Emilia, Quattro Castella, San Polo d’Enza és Reggio Emilia községekkel határos.

## Népesség
A település népessége az elmúlt években az alábbi módon változott:
| Lakosok száma | 10 276 | 10 241 | 10 140 |
|               | 2017   | 2018   | 2023   |